# Coppola (famiglia)

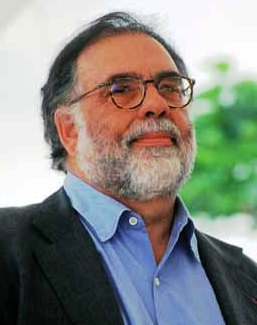
Il regista Francis Ford Coppola.

La famiglia Coppola è una famiglia statunitense di origine italiana (Bernalda, in provincia di Matera) che comprende nelle sue file musicisti, registi e attori cinematografici.

## Componenti e successi
La famiglia Coppola può vantare vincitori di Premi Oscar in tre distinte generazioni:
- il patriarca Carmine Coppola ha vinto l'Oscar alla migliore colonna sonora per Il padrino - Parte II, insieme a Nino Rota[2];
- il figlio di Carmine, Francis Ford Coppola, ha vinto l'Oscar alla migliore sceneggiatura originale per Patton, generale d'acciaio, alla miglior sceneggiatura non originale per Il padrino e Il padrino - Parte II, al miglior film e alla miglior regia sempre per Il padrino - Parte II[3];
- il nipote di Francis, Nicolas Cage, ha vinto l'Oscar al miglior attore per Via da Las Vegas[4];
- la figlia di Francis, Sofia Coppola, ha vinto l'Oscar alla migliore sceneggiatura originale per Lost in Translation - L'amore tradotto[5].

Inoltre, si possono contare ben 23 nomination per i Premi Oscar .
La sorella di Francis Ford è l'attrice Talia Shire, già nota per l'interpretazione di Connie Corleone nella saga de Il padrino e ricordata soprattutto per il personaggio di Adriana, moglie di Rocky Balboa nei primi cinque film della serie Rocky con Sylvester Stallone. I figli di Talia sono Robert e Jason Schwartzman, anch'essi attori.

## Albero genealogico
|        |                               |                               |                |        |                                        |                                        |                      |          |                                                     |                                                     |          |                                                          |                                                          |                                              |                                              |                             |                             |                           |                           |                                                                    |                                                                    |                          |                          |
|        |                               |                               |                |        |                                        |                                        |                      |          |                                                     |                                                     |          |                                                          | FAMIGLIA COPPOLA                                         |                                              |                                              |                             |                             |                           |                           |                                                                    |                                                                    |                          |                          |
|        |                               |                               |                |        |                                        |                                        |                      |          |                                                     |                                                     |          |                                                          |                                                          |                                              |                                              |                             |                             |                           |                           |                                                                    |                                                                    |                          |                          |
|        |                               |                               |                |        |                                        |                                        |                      |          |                                                     |                                                     |          |                                                          |                                                          |                                              |                                              |                             |                             |                           |                           |                                                                    |                                                                    |                          |                          |
|        |                               |                               |                |        |                                        |                                        |                      |          |                                                     |                                                     |          |                                                          | Agostino 1882-1946 ⚭ Maria Zasa                          |                                              |                                              |                             |                             |                           |                           |                                                                    |                                                                    |                          |                          |
|        |                               |                               |                |        |                                        |                                        |                      |          |                                                     |                                                     |          |                                                          |                                                          |                                              |                                              |                             |                             |                           |                           |                                                                    |                                                                    |                          |                          |
|        |                               |                               |                |        |                                        |                                        |                      |          |                                                     |                                                     |          |                                                          |                                                          |                                              |                                              |                             |                             |                           |                           |                                                                    |                                                                    |                          |                          |
|        |                               |                               |                |        |                                        |                                        |                      |          |                                                     |                                                     |          | Carmine Valentino 1910-1991 ⚭ Italia Pennino (1912-2004) | Carmine Valentino 1910-1991 ⚭ Italia Pennino (1912-2004) | Anton 1917-2020                              | Anton 1917-2020                              |                             |                             |                           |                           |                                                                    |                                                                    |                          |                          |
|        |                               |                               |                |        |                                        |                                        |                      |          |                                                     |                                                     |          |                                                          |                                                          |                                              |                                              |                             |                             |                           |                           |                                                                    |                                                                    |                          |                          |
|        |                               |                               |                |        |                                        |                                        |                      |          |                                                     |                                                     |          |                                                          |                                                          |                                              |                                              |                             |                             |                           |                           |                                                                    |                                                                    |                          |                          |
|        |                               |                               |                |        | August Floyd 1934-2009 ⚭ Joy Vogelsang | August Floyd 1934-2009 ⚭ Joy Vogelsang |                      |          |                                                     |                                                     |          |                                                          |                                                          | Francis Ford 1939 ⚭ Eleanor Neil (1937-2024) | Francis Ford 1939 ⚭ Eleanor Neil (1937-2024) |                             |                             |                           |                           | Talia 1946 1 ⚭ David Shire (1937) 2 ⚭ Jack Schwartzman (1932-1994) | Talia 1946 1 ⚭ David Shire (1937) 2 ⚭ Jack Schwartzman (1932-1994) |                          |                          |
|        |                               |                               |                |        |                                        |                                        |                      |          |                                                     |                                                     |          |                                                          |                                                          |                                              |                                              |                             |                             |                           |                           |                                                                    |                                                                    |                          |                          |
|        |                               |                               |                |        |                                        |                                        |                      |          |                                                     |                                                     |          |                                                          |                                                          |                                              |                                              |                             |                             |                           |                           |                                                                    |                                                                    |                          |                          |
|        | Marc 1958 ⚭ Elizabeth Brindak | Marc 1958 ⚭ Elizabeth Brindak |                |        | Christopher 1962 ⚭ Adrienne Stout      | Christopher 1962 ⚭ Adrienne Stout      |                      |          | Nicolas Kim 1964 1 ⚭ Christina Fulton 2 ⚭ Alice Kim | Nicolas Kim 1964 1 ⚭ Christina Fulton 2 ⚭ Alice Kim |          | Gian Carlo 1963-1986 ⚭ Jacqui de la Fontaine             | Gian Carlo 1963-1986 ⚭ Jacqui de la Fontaine             | Roman 1965                                   | Roman 1965                                   | Sofia 1971 ⚭ Thomas Croquet | Sofia 1971 ⚭ Thomas Croquet | 2 Robert Schwartzman 1982 | 2 Robert Schwartzman 1982 | 1 Matthew Shire 1975                                               | 1 Matthew Shire 1975                                               | 2 Jason Schwartzman 1980 | 2 Jason Schwartzman 1980 |
|        |                               |                               |                |        |                                        |                                        |                      |          |                                                     |                                                     |          |                                                          |                                                          |                                              |                                              |                             |                             |                           |                           |                                                                    |                                                                    |                          |                          |
|        |                               |                               |                |        |                                        |                                        |                      |          |                                                     |                                                     |          |                                                          |                                                          |                                              |                                              |                             |                             |                           |                           |                                                                    |                                                                    |                          |                          |
| Cayley | Cayley                        | Natasha Shalom                | Natasha Shalom | Bailey | Bailey                                 | Dexter Augustus 2008                   | Dexter Augustus 2008 | 1 Weston | 1 Weston                                            | 2 Kal-El                                            | 2 Kal-El | Gian Carla "Gia Coppola" 1987                            | Gian Carla "Gia Coppola" 1987                            |                                              | Cosima Croquet 2010                          | Cosima Croquet 2010         | Romy Croquet 2006           | Romy Croquet 2006         |                           |                                                                    |                                                                    |                          |                          |